# Conchylodes zebra
Conchylodes zebra is een vlinder uit de familie van de grasmotten (Crambidae), uit de onderfamilie van de Spilomelinae. De wetenschappelijke naam van deze soort is voor het eerst voorgesteld als Phalaena zebra door Jan Sepp in een publicatie uit 1850.
De soort komt voor in Suriname en Frans-Guyana.